# Cayo Aufidio Marcelo
Cayo o Gayo Aufidio Marcelo  fue un senador romano que desarrolló su carrera política a finales del siglo II y comienzos del siglo III, entre los imperios de Cómodo y Alejandro Severo.

## Familia
Aufidio fue miembro de la gens Aufidia, quizá descendiente de Cayo Aufidio Victorino. Pudo ser padre del consular Aufidio Coresnio Marcelo.

## Carrera pública
Obtuvo el proconsulado de Asia en el año 220/221, habiendo sido anteriormente cónsul suffectus en el año 203 o 205. Alcanzó un segundo consulado en el año 226, siendo ordinarius y colega del emperador Alejandro Severo.